# Anita (pel·lícula de 2009)
Anita, la vida puede cambiar en un instante és una pel·lícula argentina estrenada en 2009. Va ser escrita per Marcela Guerty sota la direcció de Marcos Carnevale. Va estar protagonitzada per Norma Aleandro, Luis Luque i Leonor Manso. L'actriu Alejandra Manzo va interpretar al personatge d'Anita i és reconeguda com una de les poques actrius que posseeixen el trastorn genètic de Síndrome de Down. L'agost de 2009 fou declarada "d'interès social".

## Sinopsi
Anita és una jove que posseeix Síndrome de Down i viu amb Dora, la seva mamà, al barri Once de Balvanera a Buenos Aires. La seva vida va canviar definitivament quan el 18 de juliol de 1994 es produeix al país el atemptat a l'AMIA. Anita no entén que ha passat, només recorda que la seva mare va sortir a fer un tràmit a l'AMIA, dient-li aquesta oració: "Quan l'agulla llarga estigui al número de dalt mamà torna" i, de sobte, una bomba esclata. Espantada pel soroll, surt del local de la seva mare i unes persones la porten en un col·lectiu a un hospital. Després, una infermera diu que l'esperi, però ella surt de l'hospital i es perd a la ciutat, totalment desorientada. En la seva pèrdua, es troba amb tres famílies que, en alguna manera, l'ajudarien a trobar-se amb el seu germà Ariel i la seva xicota Nati.

### Félix
Félix és un home que viu de mal humor, pel fet que manté una relació difícil amb la seva esposa i tenen molts problemes. Mentre ell estava als afores, veu Anita en un telèfon públic i està disposat a ajudar-la donant-li menjar i un lloc on dormir. Anita passa la nit al costat de Félix i, l'endemà la deixa en la parada d'autobús perquè ella pugui defensar-se i marxar per si mateixa. Félix sempre ha pensat en acudir a les autoritats, però finalment no ho fa, del que es penedirà tota la seva vida.

### La família xinesa
Anita té gana i decideix buscar un lloc on menjar. Ella tria una botiga amb una propietària molt severa. És rebutjada en veure que no portava diners, però finalment aconsegueix menjar a la botiga. La mare de la propietària convenç als familiars perquè Anita pugui estar a la casa i formar part de la vida familiar. Després, es presenten de manera silenciosa els arguments familiars. L'últim dia que Anita està amb ells, el fill de la família la veu ballar mentre ell està a càrrec de la botiga. Tots dos ballen, i es produeix un robatori a la botiga. Anita és amenaçada i finalment aconsegueix escapar sense saber a on anar.

### Nora
Anita emmalalteix, pateix de febre i la seva salut no està bé. Ella s'adorm en un sofà d'un túnel i un home la porta al costat de la seva germana, Nora, qui a més era infermera. Nora injecta a Anita perquè la febre pugui disminuir. La infermera li diu al seu germà que s'encarregui d'Anita perquè ha de treballar i està molt ocupada.
Al final, Nora aconsegueix comunicar-se amb Ariel, el germà, perquè vagi a recollir-la. L'endemà, ell arriba per la jove, encara sense entendre el que li va passar. Ariel li afirma que la seva mare, Dora, havia mort a causa de la bomba, i que no tornarà mai més.

## Repartiment
- Norma Aleandro com Dora Feldman, la mare d'Anita.
- Alejandra Manzo com Anita Feldman
- Luis Luque com Félix.
- Leonor Manso com Nora, la infermera.
- Peto Menahem com Ariel Feldman, el germà d'Anita.
- Mercedes Scápola com Nati, la promesa de Ariel.
- Marcela Guerty como l'esposa de Félix.
- Mei Lan Chen
- Huang Hui Shion
- Mateo Cho
- Agus Weimer
- Sofi Spengler
- Meli Fuchs
- Jesi Fuchs
- Carla Ramos
- Marti Alva
- Fede Dechanzi

## Recepció de la crítica
Anita ha tingut majorment crítiques positives i és coneguda com una mostra de la realitat. La crítica més destacable va ser la de Carla González C., qui va dir el següent d'ella en les xarxes socials: «És una pel·lícula argentina d'excel·lent factura. La senzillesa de la seva posada en escena i el profund del seu contingut, lliuren a l'espectador la possibilitat de reflexionar sobre diversos temes. Alguns d'ells són la inclusió i la nostra capacitat d'adaptar-nos a les adversitats». Més tard, va rebre crítiques del diari La Nación i Clarín.

## Reconeixement

### Premis Sur
- Millor actriu de repartiment a Leonor Manso (Guanyadora)[5]
- Millor actriu de repartiment a Norma Aleandro (Nominada)
- Millor nova actriu a Alejandra Manzo (Nominada)
- Millor guió original a Marcos Carnevale i Marcela Guerty (Nominats)

### Premis Cóndor de Plata
- Millor actriu de repartiment a Norma Aleandro (Nominada)[6]
- Millor revelació femenina Alejandra Manzo (Nominada)

### XVI Mostra de Cinema Llatinoamericà de Catalunya
- Premi del Públic.[7]